# Dąb olcholistny
Dąb olcholistny (Quercus alnifolia Poech) – gatunek roślin z rodziny bukowatych (Fagaceae Dumort.). Występuje endemicznie na Cyprze – w południowo-zachodniej części wyspy (występowanie w północnej części jest kwestionowane). Do Europy (Francja) został introdukowany w 1815 roku. Jest narodowym drzewem Cypru. 

## Morfologia
PokrójZimozielone drzewo lub krzew. Dorasta do 2–8 m wysokości. Kora jest pobrużdżona i ma ciemną, popielatoszarą barwę. Młode pędy są gęsto owłosione, z przetchlinkami o barwie od szarej do brązowej.
LiścieBlaszka liściowa jest skórzasta, owłosiona od spodu i ma odwrotnie jajowaty kształt. Mierzy 3–6 cm długości oraz 2–5 cm szerokości, jest z 4–7 parami drobnych ząbków w połowie blaszki licząc od jej szczytu, często zawinięta na brzegu, ma zaokrągloną nasadę i tępy (czasami krótko spiczasty) wierzchołek. Jej górna powierzchnia jest błyszcząca, wypukła z zagłębieniami przy nerwach i ma ciemnozieloną barwę, natomiast od spodu jest złoto omszona (przynajmniej na młodych liściach). Ogonek liściowy jest gęsto owłosiony i osiąga 5–10 mm długości.
OwoceOrzechy zwane żołędziami o stożkowato jajowatym kształcie, z ostrym wierzchołkiem, dorastają do 15–30 mm długości oraz 8–16 mm szerokości. Osadzone są w miseczkach o szerokości 20 mm, z długimi, szaro owłosionymi łuskami oraz wąską blizną u nasady. Orzechy otulone są w miseczkach do 25% ich długości. Kiełkują od podstawy.
Gatunki podobneRoślina jest podobna do dębu ostrolistnego (Q. ilex). Ponadto jest czasami mylona z dębem skalnym (Q. coccifera).

## Biologia i ekologia
Rośnie na piargowych stokach. Występuje na wysokości od 600 do 1525 m n.p.m. Kwitnie od kwietnia do maja, natomiast owoce dojrzewają od listopada do grudnia. Jest gatunkiem mrozoodpornym. Może rosnąć na różnych typach gleb. Charakteryzuje się powolnym tempem wzrostu.